# Gaddi Aguirre
Gaddi Axel Aguirre Ledesma, noto semplicemente come Gaddi Aguirre (Guadalajara, 31 marzo 1996), è un calciatore messicano, difensore dell'Atlas.

## Caratteristiche tecniche
È un difensore centrale.

## Carriera
Cresciuto nel settore giovanile dell'Atlas, ha esordito in prima squadra il 21 gennaio 2016 disputando l'incontro di Copa MX perso 2-1 contro lo Zacatepec Siglo XXI.